# Brian Adams
Pour les articles homonymes, voir Adams et Crush.
Ne doit pas être confondu avec Bryan Adams.
Brian Keith Adams (né le 14 avril 1964 à Kailua et mort le 13 août 2007 à Tampa), est un catcheur américain. Il est connu pour son travail à la World Wrestling Federation (WWF), à la World Championship Wrestling (WCW) et à la All Japan Pro Wrestling (AJPW).
Il s'entraîne au dojo de la New Japan Pro Wrestling avant de retourner en Amérique. Il rejoint la WWF en 1990 où il lutte sous le nom de Crush. Il est alors membre de l'équipe Demolition avec Ax et Smash qui sont alors les champions du monde par équipes de la WWF. Demolition cesse d'exister en 1991 et Crush lutte seul. En 1996, il est un des membres du clan Nation of Domination jusqu'à son départ l'année suivante. Il rejoint la WCW en 1998 où il lutte sous son véritable nom. Au début des années 2000, il forme l'équipe KroniK avec Bryan Clark et remportent à deux reprises le championnat du monde par équipes de la WCW. Il retourne brièvement à la WWF en 2001 avant de partir avec Clark au Japon en 2002 pour rejoindre l'AJPW. Ils y remportent une fois le championnat du monde par équipes de l'AJPW. Fin 2002, Adams met entre parenthèses sa carrière de catcheur pour devenir boxeur. Cependant il ne fait aucun combat car il se blesse avant son premier match. Il meurt d'une overdose d'analgésiques le 13 août 2007.

## Carrière de catcheur

### Débuts au Japon puis passage à laPacific Northwest Wrestling(1986-1990)
Avant de devenir catcheur, Brian Keith Adams est militaire au sein de l'U.S. Air Force. Il est dans une base japonaise où il fait des combats de boxe ce qui lui permet de rencontrer Antonio Inoki qui le persuade de quitter l'armée pour devenir catcheur. Il commence à travailler à la New Japan Pro Wrestling et quitte cette fédération quelques semaines plus tard à la suite de problèmes de visa.
Il retourne alors aux États-Unis et lutte à la Pacific Northwest Wrestling, une fédération de l'Oregon et de l'état de Washington. Il y devient champion par équipes de la Pacific Northwest avec The Grappler du 14 décembre 1989 au 27 janvier 1990. Il est ensuite champion poids lourd de cette fédération du 21 avril où il bat Larry Oliver en finale d'un tournoi jusqu'à sa défaite face à Scott Norton le 12 mai,.

### World Wrestling Federation(1990-1991)
Adams rejoint la World Wrestling Federation (WWF) en juin 1990 et prend le nom de Crush. Il intègre l'équipe Demolition qui sont alors champion du monde par équipes de la WWF car Ax est indisponible après avoir fait un choc anaphylactique au cours de la tournée au Japon de la WWF. Son premier combat télévisé a lieu le 23 juin où avec Smash ils battent rapidement Paul Diamond et Joe Champ. Ils défendent ensuite leur titre face à The Rockers le 28 juillet à Saturday Night's Main Event XXVII. Le 27 août à SummerSlam, Demolition perd le championnat du monde par équipe après leur défaite face à la Hart Foundation dans un match au meilleur des trois tombés. Le 13 octobre durant Saturday Night's Main Event XXVIII, Demolition perd un match face à Legion of Doom et l'Ultimate Warrior. Demolition s'allie avec Mr Perfect et ils affronte à nouveau Legion of Doom, l'Ultimate Warrior et The Texas Tornado le 22 octobre durant les Survivor Series. Ce jour-là, il se fait disqualifier pour s'être bagarrer sur le ring face à Legion of Doom.
Le 19 janvier 1991 durant le Royal Rumble, il entre en 20e position dans le Royal Rumble match et se fait éliminer par Hulk Hogan. Le 16 février au cours Superstars of Wrestling (en), Smash et Crush participent à une bataille royale par équipes pour désigner les challengers pour le championnat du monde par équipes de la WWF où ils se font éliminer par The Rockers (Marty Jannetty et Shawn Michaels). Le 24 mars au cours de WrestleMania VII, Smash et Crush perdent un match face à Genichiro Tenryu et Koji Kitao. Il part au Japon pour une tournée de la WWF en partenariat avec Super World of Sports avant de quitter la WWF,.

### Retour à laPacific Northwest Wrestling(1991-1992)
Après son départ de la WWF, Adams retourne à la Pacific Northwest Wrestling et lutte sous le nom de Crush Demolition. Il y fait équipe avec Steve Doll et ensemble ils remportent le championnat par équipes de la Pacific Northwest le 27 juillet après leur victoire face aux Bruise Brothers (en) (Ron et Don Harris). Ce règne prend fin le 1er septembre après leur défaite face à The Grappler et Don Harris. Il est ensuite champion poids lourd de la Pacific Northwest le 12 octobre après sa victoire face à Rip Oliver. Ce second règne s'arrête après sa défaite face à Ron Harris le 18 janvier 1992.

### Retour à laWorld Wrestling Federation(1992-1997)

#### Kona Crush (1992-1993)
En 1992, Brian Adams retourne à la World Wrestling Federation (WWF) et reprend le nom de Crush. Cependant, le personnage de Crush change radicalement puisqu'il troque la tenue en cuir noire et sa peinture faciale de Demolition pour une combinaison moulante colorée. Pour son retour, il bat rapidement Kato le 9 mai à Superstars of Wrestling (en). Il est un face et devient le rival du Repo Man qui incarne un voleur. Ils s'affrontent le 29 août à SummerSlam où Crush l'emporte.
En 1993, il devient le rival de Doink the Clown après diverses blagues de ce dernier. Ils s'affrontent le 4 avril à WrestleMania IX où Doink l'emporte après avoir frappé Crush avec une prothèse de bras en plastique. Une semaine plus tard au cours de WWF UK Rampage, il remporte par décompte à l'extérieur un match pour le championnat intercontinental de la WWF face à Shawn Michaels. Ils se retrouvent le 22 mai dans un match de qualification pour le tournoi King of the Ring où ils se font tous deux compter à l'extérieur. Il fait partie des catcheurs tentant de porter un body slam à Yokozuna qui est alors champion du monde poids lourd de la WWF le 4 juillet sur l'USS Intrepid. Huit jours plus tard, ils s'affrontent dans un match de champion où Yokozuna conserve son titre et ce dernier continue à s'en prendre à Crush après le combat. Cela a pour but de faire croire au public que Crush est blessé afin qu'il change son personnage.

#### Evil Crush(1993-1996)
Crush revient à la WWF à l'automne et fait un heel-turn le 18 octobre où il s'en prend verbalement à Randy Savage. Il présente Savage comme un mentor jaloux du talent de Crush et l'accuse de lui avoir fait affronter Yokozuna et de ne pas l'avoir appelé au cours de sa convalescence. Il prend Mr. Fuji comme manager car ce dernier a pris des nouvelles de lui et devient un sympathisant japonais. Il modifie aussi son look en abandonnant ses tenue colorées pour une tenue noire et violette et a le visage partiellement peint. Le 24 novembre au cours des Survivor Series, il vient provoquer Savage qui participe à un match par équipes à élimination et cette distraction permet à Irwin R. Schyster de l'éliminer. Plus tard, il fait équipe avec Yokozuna, Ludvig Borga et Jacques et ils affrontent Lex Luger, Rick et Scott Steiner et l'Undertaker. Au cours du combat, Randy Savage vient aux abords du ring et Crush l'attaque puis le poursuit dans les vestiaires se faisant ainsi compter à l'extérieur. Sa rivalité avec Randy Savage continue en 1994. Le 22 janvier durant le Royal Rumble, Crush participe au Royal Rumble match où il élimine Savage. Il fait aussi partie des groupes de catcheurs qui font tomber Diesel puis Mabel avant de se faire sortir par Lex Luger. Le 7 février, Todd Pettengil annonce que Savage et Crush vont s'affronter à WrestleMania X dans un Falls Count Anywhere match. Cette rivalité se termine le 20 mars à WrestleMania X avec la victoire de Savage.
Après cela, il tente de se qualifier pour le tournoi King of the Ring,. Le 30 mai, il affronte Tatanka dans un match de qualification où ils se font tous les deux compter à l'extérieur. Ils s'affrontent à nouveau la semaine suivante dans un Lumberjack match que Tatanka remporte. Le 19 juin à King of the Ring, il fait équipe avec Yokozuna et ils perdent un match pour le championnat du monde par équipes de la WWF face à Fatu et Samu (en).
Le 22 janvier 1995 durant le Royal Rumble, Crush entre en dernier dans le Royal Rumble match et élimine Bart et Billy Gunn, Adam Bomb, Fatu et Lex Luger. Il est un des trois derniers catcheurs sur le ring quand The British Bulldog l'élimine. C'est son unique apparition à la WWF cette année là car la police hawaïenne l'arrête pour détention d'armes et le soupçonne de vendre des stéroïdes. Il se retrouve en prison pour cela,.

#### Crush biker puis membre deNation of Domination(1996-1997)
Durant l'été 1996, Clarence Mason (en) vient fréquemment voir Gorilla Monsoon pour qu'il donne une seconde chance à un catcheur ayant fait de la prison,. Crush réapparaît à la WWF le 12 août et est habillé comme un biker,. Le 17 novembre au cours des Survivor Series, il fait équipe avec Goldust, Hunter Hearst Helmsley et Jerry Lawler dans un match par équipes à élimination face à Jake Roberts, Marc Mero, Rocky Maivia et The Stalker. Il élimine Mero puis Roberts avant de se faire sortir par Maiva.
Le 8 décembre, Crush devient membre du clan Nation of Domination. Le 4 janvier 1997 durant Shotgun Saturday Night, il affronte Ahmed Johnson. Leur affrontement tourne court quand D'Lo Brown, qui est membre de Nation of Domination, attaque Johnson.

## Tentative comme boxeur
En octobre 2002, Brian Adams quitte la All Japan Pro Wrestling pour devenir boxeur. Il doit affronter Rick Zufal un mois plus tard mais cet affrontement n'a pas lieu car Adams se blesse à l'entraînement.

## Vie privée
Brian Adams est marié à une femme qui s'appelle Irene. Ils ont deux fils Royce et Tre.

## Mort
Le 13 août 2007, Irene Adams trouve son mari inconscient et il ne respire pas. Elle appelle le 911 mais les médecins ne parviennent pas à le réanimer. La police demande une autopsie afin de déterminer la cause de sa mort. Celle ci révèle qu'il est mort d'une overdose médicamenteuse en prenant des antidouleurs, des relaxants musculaires et des sédatifs.

## Palmarès
- All Japan Pro Wrestling (AJPW)
  - 1 fois champion du monde par équipes AJPW avec Bryan Clarke[42]
- Pacific Northwest Wrestling
  - 2 fois champion poids lourd de la Pacific Northwest[7]
  - 2 fois champion par équipes de la Pacific Northwest avec The Grappler puis Steve Doll[6]
- United States Wrestling Association (USWA)
  - 1 fois champion poids lourd de l'USWA[43]
- World Championship Wrestling (WCW)
  - 2 fois champion du monde par équipes de la WCW avec Bryan Clarke[44]
- World Wrestling Federation (WWF)
  - 1 fois champion du monde par équipes de la WWF avec Ax et Smash[45]

## Récompenses des magazines
- Pro Wrestling Illustrated
  - 4e catcheur ayant le plus progressé de l'année 1991[46]
  - 3e rivalité de l'année 1994 contre Randy Savage[47]
  - 4e équipe de l'année 2000 avec Bryan Clarke[48]

| Année | 1991 | 1992 | 1993 | 1994 | 1995 à 1996 | 1997 | 1998 | 1999 | 2000 | 2001 |
| ----- | ---- | ---- | ---- | ---- | ----------- | ---- | ---- | ---- | ---- | ---- |
| Rang  | 294  | 76   | 35   | 53   | Non classé  | 137  | 228  | 246  | 178  | 185  |

- Wrestling Observer Newsletter
  - Pire rivalité de l'année 1997 (Crush, Skull, 8-Ball (en) et Chainz contre Miguel (en), Savio Vega, José Estrada, Jr. (en) et Jesús Castillo, Jr. (en))[50]
  - Pire équipe de l'année 2000 avec Bryan Clarke[51]
  - Pire équipe de l'année 2001 avec Bryan Clarke[52]
  - Pire match de l'année 2001 (Brothers of Destruction contre Bryan Clarke et Brian Adams)[52]